# オラフ・ペーテルソン
オラフ・ペーテルソン（Olaf Petersson, 1497年 - 1552年）は、宗教改革の普及のためにスウェーデン王国で活躍した神学者である。別名、オラヴズ・ペーテルソン、オラウス・ペトリ（オラフ・ペトリ、Olaus Petri）。
1519年にヴィッテンベルクでマルティン・ルターに師事し、宗教改革の神学を学んだ後に、留学を終えてスウェーデンに帰国したペーテルソンは、兄弟のラルス・ペーテルソンと共にルターの神学の普及に努めた。
ほどなく、大執事のラルス・アンデルソン（ラウレンティウス・アンドレアエ）を仲間にし、1524年にはスウェーデン王グスタフ1世もペーテルソンらの運動に好意を示すようになった。そして、アンデルソンは国王の大法官に、ラルス・ペーテルソンはウプサラ大学神学教授に就任した。
1524年12月27日には、オラフ・ペーテルソンとカトリック代表ペトルス・ガレとの間に論争が行われ、ペーテルソン側が勝利した。これは、王室財政の逼迫により、教会財産の没収を計画していたグスタフ王の支持によった。
1531年には、ラルス・ペーテルソンがウプサラ大司教に任命された。下級聖職者はほとんどが宗教改革を受け入れて地位を保った。こうした動きが現在のスウェーデン国教会へとつながっている。